# Édouard Goubert
Pour les articles homonymes, voir Goubert.
Édouard Goubert, né le 29 juillet 1894 à Pondichéry et mort le 14 août 1979 à  Asho (Inde) est un homme politique français et indien, député à l'Assemblée nationale française il est ensuite premier ministre des anciennes possessions françaises en Inde. Le 1er juillet 1963 et devient Premier ministre du territoire de l'Union. Il reste en fonction jusqu'au 11 septembre 1964. Lors des premières élections législatives à Pondichéry, il est élu, en 1964, au Parlement du territoire de l’Union.

## Biographie
Édouard Goubert est un métis franco-indien (père français, mère indienne) issu d'une famille de onze enfants. Il est étudiant en droit à Montpellier et obtient une licence en droit. Il est mobilisé, lors de la Première Guerre mondiale, du 5 mars 1915 au 14 septembre 1919. Par arrêté du 15 juin 1926 il est nommé juge de paix, et par un autre arrêté, du 26 juin 1926,  greffier, de la justice de paix de Mahé.

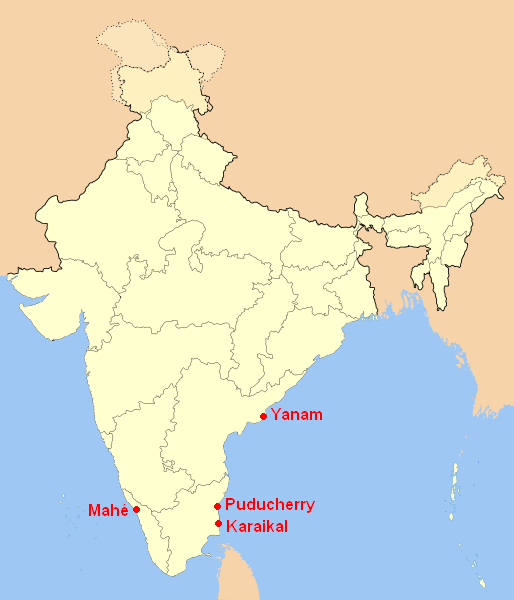

En avril 1947, les Établissements français dans l'Inde sont dotés d’une assemblée représentative de quarante-quatre membres élus au suffrage universel. Édouard Goubert est l'un d'eux. Le 15 août 1947 l'Inde accède à l'indépendance. La France souhaite conserver ses comptoirs et, s'opposer à leur intégration dans la nouvelle union indienne. Pour cela elle a besoin d'un homme portant cette politique : Édouard Goubert. 
Cependant les émeutes qui ont lieu à Chandernagor conduisent, Paul Coste-Floret, ministre de la France d’outre-mer, à déclarer que le « gouvernement entend laisser aux populations des Etablissements français de l’Inde le droit de se prononcer sur leur sort et sur leur statut futur. Leur détermination sera prise au moyen d’une consultation libre et sincère, dont les modalités devront être arrêtées d’accord avec les conseils municipaux élus de chacun de ces Etablissements, et à une date qui aura été fixée selon leurs indications ». Le renouvellement préalable des conseils municipaux doit intervenir au mois d’octobre, sauf pour Chandernagor où des élections municipales particulières ont lieu le 1er août 1948 et voient la victoire de la liste pro-indienne. Goubert gagne les élections municipales du 24 octobre 1948 à Pondichéry. 
Lors des élections législatives de 1951, à l'Assemblée nationale française, Édouard Goubert, candidat unique,  est élu à la quasi-unanimité (90 053 voix sur 90 656 suffrages exprimés). Il est membre du Groupe Union démocratique et socialiste de la Résistance. 
En 1954 le gouvernement de l'Union indienne manifeste son impatience auprès du gouvernement français, en dehors de Chandernagor le référendum d'autodétermination n'a pas été organisé. Edouard Goubert choisit alors de s'engager pour le rattachement de Pondichéry à l'Union indienne et prend une part active dans cette lutte. Le 29 juin 1954 son immunité parlementaire est levée. Il lui est reproché d'avoir demandé le rattachement sans référendum des territoires français de l'Inde à l'Union indienne. Le 7 mai 1954, Goubert,  installe une capitale provisoire à Nettapakkam et fonde le Congrès de la libération de l'Inde française. Il en promet la fusion dans le Congrès national de l'Inde après l'indépendance.  Pierre Mendès-France,  président du Conseil,  présente le 30 juillet 1954 la proposition française de cession immédiate des comptoirs à voter par un congrès d'élus tenant lieu de référendum. Nehru accepte ce plan. 
De 1956 à 1959 Goubert, occupant le poste de conseiller en chef, dirige provisoirement les anciennes possessions françaises. Après l'entrée en vigueur, en 1962,  du contrat de cession par lequel la France cède ses colonies à l'Inde, Édouard Goubert  prête serment le 1er juillet 1963 et devient premier ministre du territoire de l'Union. Il reste en fonction jusqu'au 11 septembre 1964. Lors des premières élections législatives à Pondichéry, il est élu, en 1964, au Parlement du territoire de l'Union.
À Pondichéry, une statue d'Édouard Goubert a été érigée en 1976, une rue et un marché  portent son nom.